# دایان دژورا
دایان دژورا (انگلیسی: Diane Dezura؛ زادهٔ ۱ ژوئیهٔ ۱۹۵۸) ورزشکار کرلینگ اهل کانادا است.